# Catochrysops timorensis
Catochrysops timorensis är en fjärilsart som beskrevs av Tite 1959. Catochrysops timorensis ingår i släktet Catochrysops och familjen juvelvingar. Inga underarter finns listade i Catalogue of Life.